# Lyonia tuerckheimii
Lyonia tuerckheimii är en ljungväxtart som beskrevs av Ignatz Urban. Lyonia tuerckheimii ingår i släktet Lyonia och familjen ljungväxter. Inga underarter finns listade i Catalogue of Life.